# Волгодонск
Волгодонск (рус. Волгодонск) град је у Русији у Ростовској области. Налази се на десној обали Цимљанског акумулацијског језера. Град је нагло нарастао због изградње канала Волга-Дон и хидроелектране Цимљанскаје. Статус града је стекао 1956. године. Према попису становништва из 2010. у граду је живело 170.621 становника.

## Становништво
Према прелиминарним подацима са пописа, у граду је 2010. живело 170.621 становника, 4.627 (2,79%) више него 2002.
| 1959.  | 1970.  | 1979.  | 1989.   | 2002.   | 2010.   |
| ------ | ------ | ------ | ------- | ------- | ------- |
| 15.710 | 28.100 | 91.313 | 175.593 | 165.994 | 170.741 |